# John Tardy
John Tardy (nacido el día 15 de marzo de 1968 en Tampa, Florida) es el vocalista principal de la banda de death metal, Obituary Formada en 1983. Es hermano de Donald Tardy, baterista de Obituary.
Antes que Obituary lanzara su primer álbum de estudio (Slowly We Rot) John usaba voces normales y melódicas, esto se puede comprobar en los demos que Obituary lanzó en los años 1985 - 1987, al finalizar ese período John empezó a utilizar la voz gutural que hoy lo caracteriza.

## Discografía
- Slowly We Rot - (1989)
- Cause Of Death - (1990)
- The End Complete - (1992)
- World Demise - (1994)
- Back From The Dead - (1997)
- Frozen in Time - (2005)
- Xecutioners Return - (2007)
- Left to Die - (2008)
- Darkest Day - (2009)
- Inked in Blood - (2014)
- Obituary - (2017)

## Participaciones
- Realizó vocales de fondo junto con el vocalista de Deicide (Glen Benton) en la canción de Napalm Death Unfit Earth.
- Hizo un dúo de rap/death metal en la canción Insaneology con Necro.
- Ayudó con los coros en la canción Die Die, de Cancer.
- Ayuda a su hermano, Donald Tardy en la batería en la canción Slow Death, de su banda Obituary.

- Datos: Q2468212
- Multimedia: John Tardy / Q2468212